# Ратуша (Умео)
Ратуша міста Умео — пам'ятка архітектури шведського міста Умео. Будівля в стилі голландського ренесансу, зведена 1890 року. Побудована після пожежі 1888 року (згоріло все місто) на місці колишньої, побудованої 1600 року. Архітектором був Алавс Фредрік Ліндстрем. Це дає помітне місце ратуші в новому плані міста, вона знаходиться недалеко від берега річки, з фасадом на південь у бік річкового порту Юмі.

## Історія

### Перша будівля
У 17 столітті в Умео було тільки кілька будівель — церкви, школи та ратуші. Мерія знаходилася на північній стороні площі «Rodhyusturget» (Rådhustorget, «Ратушна площа») і використовувалася судом, міською адміністрацією та іншими державними установами. У той час, ратуша була одноповерховим будинком з трьома вікнами з видом на площу.

### Друга будівля
Під час Північної війни місто було спалене дотла кілька разів росіянами, але після миру 1721 Північний край «Rodkyusturget» побудував нову ратушу. Вона мала два поверхи і невелику вежу з годинником. На першому поверсі є міський склеп (паб або ресторан, часто розташований в мерії у Швеції) і міська в'язниця для боржників. На другому поверсі знаходилися зал і невелика конференц-зала. Західне крило складається з двох кімнат, які використовуються як класи.

### Третя будівля
1814 року був побудований новий і більший будинок ратуші, розташованої на північ від площі «Rodhyusturget» з фасад з видом на південь. Будівля був спроектований Семюелем Енандером (Samuel Enander), який був архітектором суперінтендантської Ради (Överintendentsämbetet). Відповідно до Закону 1776 муніципалітети повинні бути побудовані з каменю, але для Умео зробили виняток: будівля була побудована з дерева.
Перший поверх включає номери міського підвалу, аукціони і в'язницю. На східній стороні на другому поверсі є великий зал і зал з «напоями та закусками». У західній половині на верхньому поверсі знаходяться конференц-зала для магістратів і повсякденних міських старійшин.
Номери на другому поверсі вищі, ніж на першому поверсі, і фасад будівлі, який виконаний в стилі «ампір», багатший нагорі.

#### Новий дизайн
У середині 19-го століття в Умео відбувалося економічне зростання. Мерію було викладено білими каменями і фасад отримує шість доричних пілястр. У 1880 році будівля стала житловою, в ній також містилася телеграфна станція.

### Будівля зараз
Алавс Фредрік Ліндстрем, який створює зображення для церкви Умео в 1889/90, був найнятий, щоб спроектувати нову ратушу. Ліндстрем був натхненний голландським ренесансом, який дозволяє деяку асиметрію. Багато веж зроблені з великими відмінностями в висоті і формі. Фасад строгий і побудований з червоної цегли. Простора навколо вікон та інші деталі була побудована з легкого пісковика. Тому що для необхідно для складових частин використовувати більш дешеві матеріали, такі як чавун, пофарбовані олійними фарбами в той же колір.
Зроблено більший акцент на область навколо ратуші. Також до гавані був побудований парк, з метою дати мерії монументальну позицію.

#### Подвійний вхід
Коли залізниця досягла Умео в 1890 році, було вирішено розмістити станцію на північ від ратуші. але це вважається неможливим, якщо король зійшов з поїзда, щоб знайти доріжку і він дивитиметься на задню частину ратуші. З цієї причини перед королівським візитом Оскара II в 1896 році був побудований другий головний вхід будівлі, з видом на північ.

#### Ніша на західному фронтоні ратуші
2 липня 1892 о. Віктор Ридберг (Viktor Rydberg) і Георг фон Розен (Georg von Rosen) написали рекомендаційний лист до міської ради на підтримку скульптора з Умео Оскара Берга (Oscar Berg). Берг мав бажання створити статую римської богині правосуддя і справедливості. Статуя була включена в малюнках західної ніші над входом в стару поліцейську ділянку. Через високу вартість реконструкції будівлі після пожежі 1888 міська рада вирішила, що вона не може дозволити собі статую. Плани Хельмера Ослюнда (Helmer Osslund) і Еліс Ослюнд (Elis Åslund) зі створення статуї за 500 шведських крон відкинуті з тієї ж причини. Таким чином, ніша на західному фронтоні ратуші стоїть порожня понині.

#### Багатофункціональна споруда
У мерії знаходиться зал для засідань міської ради. Західна частина будівлі спочатку планувалося для юридичної та виконавчої влади — поліцейських ділянок та місць утримання під вартою на першому поверсі і зал суду на другому. Пізніше весь західний край будівлі використовувався районним судом Умео. Протягом декількох років на першому поверсі розташовувалися телеграфна станція і поштове відділення, а також у підвалі будинку аукціони.

## Бюст-пам'ятник Густава II Адольфа
На півдорозі між головною вулицей Сторгатан (Storgatan) і подвійними сходами на південній стороні міської ратуші (від річки) знаходиться меморіальний бюст засновника Умео — Густава II Адольфа. Бюст із бронзи і розташований на гранітному постаменті. Плінтуся має медаль з монограмою Гарсія (Gustavus Adolphus Rex Sueciae). Його висота становить близько трьох метрів. Створено Отто Страндманом (Otto Strandman). Статуя була відкрита на церемонії 20 серпня 1924 спільно з 300-річчям верстеботенського полку